# ريكاردو سابونارا
أندريا بولي (بالإيطالية: Riccardo Saponara)‏ (مواليد 21 ديسمبر 1991 في فورلي - إيطاليا) هو لاعب كرة قدم إيطالي يلعب لصالح نادي الدرجة الأولى إيه سي ميلان الإيطالي منذ 2013 في مركز الوسط المهاجم. ومن المعروف أن بينه وبين لاعب ميلان سابقاً كاكا تشابه كبير في أسلوب اللعب خاصة من حيث السرعة وطريقة التحكم بالكرة.
كانت بداياته مع نادي رافينا في عام 2007 فقضى معهم ثلاث مواسم، انتقل بعدها في 2010 إلى نادي إمبولي ليقضي هناك ثلاث مواسم أيضا. وفي عام 2013 تعاقد معه نادي إيه سي ميلان.
شارك سابونارا مع المنتخب الإيطالي لكرة القدم بمراحله تحت 18 و تحت 19 وتحت 21.

## روابط خارجية
- ريكاردو سابونارا على موقع الاتحاد الأوربي (الإنجليزية)
- ريكاردو سابونارا على موقع اتحاد تركيا (لاعب) (الإنجليزية)
- ريكاردو سابونارا على موقع قاعدة بيانات كرة القدم.إي يو (الإنجليزية)
- ريكاردو سابونارا على موقع Soccerway.com (الإنجليزية)
- ريكاردو سابونارا على موقع عالم كرة القدم.نت (الإنجليزية)
- ريكاردو سابونارا على موقع كووورة
- ريكاردو سابونارا على موقع AS.com (الإسبانية)